# Романенко, Геннадий Алексеевич
Генна́дий Алексе́евич Романе́нко (род. 12 января 1937 года, Тимашёвск, Краснодарский край) — советский и российский экономист, специалист в области научных основ технологий производства сельскохозяйственной продукции. Вице-президент Российской академии наук с 27 марта 2014 года. Академик РАН (с 2013). Академик Российской академии сельскохозяйственных наук (с 1990).

## Образование и учёные степени
В 1959 году с отличием окончил Кубанский сельскохозяйственный институт. Доктор экономических наук (1977), профессор (1984).

## Биография
С 1959 по 1962 год — агроном Краевого управления сельского хозяйства, главный агроном колхоза «Россия» Краснодарского края. С 1962 по 1967 год — председатель колхоза «Искра» Краснодарского края.
С 1967 по 1969 год — заместитель начальника Управления сельского хозяйства Краснодарского крайисполкома. С 1969 по 1978 год — директор Всесоюзного НИИ риса.
С 1978 по 1986 год — заведующий отделом и заместитель директора по научной работе Краснодарского НИИ сельского хозяйства.
С 1986 по 1989 год — профессор кафедры экономики и организации сельхозпроизводства Кубанского сельхозинститута, заместитель Председателя, начальник отдела по производству и переработке растениеводческой продукции Госагропрома СССР.
1989—1990 — председатель Президиума Всероссийского отделения ВАСХНИЛ, заместитель председателя Госагропрома РСФСР.
1990—2013 — Президент Российской академии сельскохозяйственных наук.
1990—1992 — член коллегии Министерства сельского хозяйства и продовольствия РСФСР.
С 1992 года — член коллегии Министерства сельского хозяйства Российской Федерации.
С 1994 года — член коллегии Министерства сельского хозяйства и продовольствия Российской Федерации.
1995—1997 — член Совета по научно-технической политике при Президенте Российской Федерации.
1996—1998 — первый заместитель министра сельского хозяйства и продовольствия Российской Федерации.
С 2002 года — вице-президент, президент Союза Европейских академий сельского хозяйства, продовольствия и природопользования.
С 2014 по 2017 год — вице-президент Российской академии наук.
Член комиссии Правительства Российской Федерации по научно-инновационной политике и комиссии Правительства Российской Федерации по вопросам агропромышленного и рыбохозяйственного комплекса России.
Член Президиума и пленума Высшей аттестационной комиссии Минобрнауки России.
Председатель редакционного совета журнала «Вестник Российской академии сельскохозяйственных наук».
Младший брат — академик А. А. Романенко (род. 1953).

## Основные работы
- Интенсификация и рентабельность Краснодар: Кн. изд-во, 1966;
- Рисовые севообороты. — Краснодар : Кн. изд-во, 1974;
- Экономика и организация производства риса. М., 1976;
- Интенсивные технологии возделывания озимой пшеницы: в помощь лектору. М.: О-во «Знание» РСФСР, 1986 (в соавт. с И. В. Артемов, В. А. Гулидова);
- Земельные ресурсы России, эффективность их использования. М., 1996 (в соавт. с Н. В. Комовым, А. И. Тютюнниковым);
- Агропромышленный комплекс России: ресурсы, продукция, экономика: В 3 т. — Новосибирск, 1995 (Сост. Г. А. Романенко и др.);
- Агропромышленный комплекс России: Состояние, место в АПК мира. М., 1999 (в соавт.);
- Проблемы деградации, охраны и восстановления продуктивности сельскохозяйственных земель России. М.: Изд-во ВНИИА, 2007 (в соавт.).

## Награды
- Орден «За заслуги перед Отечеством» II степени (22 августа 2015) — за большой вклад в развитие науки, образования, подготовку квалифицированных специалистов и многолетнюю плодотворную деятельность[5][1]
- Орден «За заслуги перед Отечеством» III степени (6 февраля 2008) — за большой вклад в развитие сельскохозяйственной науки и агропромышленного комплекса, многолетнюю плодотворную деятельность[6][1]
- Орден «За заслуги перед Отечеством» IV степени (1 июля 2004) — за большой вклад в развитие сельскохозяйственной науки и многолетнюю добросовестную работу[7][3]
- Орден Александра Невского (20 декабря 2021) — за большой вклад в развитие науки и многолетнюю добросовестную работу[8][1]
- Орден Октябрьской Революции (1973)[3]
- Два ордена Трудового Красного Знамени (1965, 1971)[3]
- Орден Дружбы народов (1986)[3]
- Кавалер ордена Сельскохозяйственных заслуг (Франция)[3]
- Медаль Пьера Кюри и Марии Склодовской-Кюри (высшая награда Польской академии наук)[3]
- Заслуженный деятель науки Российской Федерации (12 июля 1996) — за заслуги в научной деятельности[9][1]
- Государственная премия Российской Федерации в области науки и техники (29 сентября 1999) — за интродукцию, создание новых сортов чая и субтропических культур, эффективное внедрение их в производство в зоне северных субтропиков России[10][3]
- Почётная грамота Правительства Российской Федерации (8 января 1997) — за большой личный вклад в развитие сельскохозяйственной науки и многолетний плодотворный труд

## Академические звания
- 1990 — действительный член (академик) Россельхозакадемии.
- 1992 — иностранный член Украинской академии аграрных наук.
- 1992 — иностранный член Казахской академии сельскохозяйственных наук.
- 1993 — иностранный член Аграрной академии Республики Беларусь.
- 1995 — иностранный член Академии сельскохозяйственных наук Республики Грузии.
- 1995 — иностранный член Академии сельскохозяйственных наук Республики Армении.
- 2002 — иностранный член Академии Джорджофили, Италия.
- 2003 — почётный член Румынской академии сельскохозяйственных и лесных наук.
- 2005 — иностранный член Китайской академии сельскохозяйственных наук.